# Sexbågig kamtandhaj
Sexbågig kamtandhaj (Hexanchus griseus) är en haj som förekommer i tempererade och tropiska havsområden i västra och östra Atlanten, Stilla havet och Indiska oceanen samt i Medelhavet.

## Beskrivning
Ungarna är 65–74 centimeter vid födseln. Som fullvuxen kan arten nå en längd på 4,8 meter. Den är en kraftig haj med stort huvud och bred mun. Kroppen är mörkgrå till mörkbrun på ovansidan, ljus på undersidan.

## Utbredning
Arten finns från Nordsjön söderut via Medelhavet längs delar av Afrikas kust, utmed de tempererade delarna av Atlantens västkust, i sydvästra Indiska oceanen och längs Stilla havets tempererade kuster. Den har påträffats två gånger i Sverige, första gången utanför Bohuslän i september 1998 och sedan i Kattegatt oktober 2022, där den påträffades död. I Skandinavien finns den i övrigt endast längs Danmarks och Norges västkuster.

## Ekologi
Den sexbågiga kamtandhajen håller främst till på djupt vatten och kan simma ner till 2 000 meters djup. Yngre hajar håller vanligen till på grundare vatten än äldre och större hajar.
Honan får mellan 22 och 108 ungar per kull. Hanar blir könsmogna när den når en ungefärlig längd av cirka 3,15 meter och honor vid omkring 4,20 meter.
Hajen har ett varierat födourval, den lever av såväl fiskar, bläckfiskar och rockor som olika  bottenlevande evertebrater, till exempel krabbor. Det händer också att den tar sälar.